# Mohamed Selhami
Mohamed Selhami, né le 1er janvier 1945 à Sidi Kacem au Maroc, est un journaliste marocain. 

## Biographie
Diplômé de l'Institut français de presse (IFP) en 1973 et de École supérieure de journalisme de Paris (ESJ-Paris promotion 1970), il commence sa carrière au journal L'Équipe et France-Football (1973-1977) et collabore pendant la même période, au service africain et arabe de Radio France internationale (RFI).
En 1977, il rejoint la rédaction de Jeune Afrique qu'il quittera en novembre 1991. En tant que correspondant de guerre, il couvrira pour ce journal plusieurs conflits armés notamment au Moyen-Orient et en Afrique. 
En novembre 1991 il fonde, à Casablanca, le journal Maroc Hebdo International, magazine indépendant  d'informations générales, dont il dirige toujours la rédaction.
Mohamed Selhami est cofondateur de la Fédération marocaine des éditeurs de journaux (FMEJ) où il occupe la vice-présidence et cofondateur de l'OJD-Maroc (Office de justification de la diffusion) dont il fut le premier président de 2004 à 2008. Après une interruption de cinq années, il est réélu président de l'OJD-Maroc en février 2013  puis en octobre 2015. 
Mohamed Selhami est membre du premier Conseil National de la Presse (CNP), mis en place le 11 octobre 2018, pour 4 années.Il a été élu président de la commission de déontologie de la profession et des affaires disciplinaires.